# Ficedula henrici
A Ficedula henrici a madarak osztályának verébalakúak (Passeriformes) rendjéhez és a  légykapófélék (Muscicapidae) családjához tartozó faj.

## Rendszerezése
A fajt Ernst Hartert német ornitológus írta le 1899-ben, a Dammeria nembe Dammeria henrici néven.

## Előfordulása
Indonéziában, a Maluku-szigetekhez tartozó Damar kis szigetén honos. Természetes élőhelyei a szubtrópusi vagy trópusi síkvidéki esőerdők aljnövényzete, valamint kertek és ligetek. Állandó, nem vonuló faj.

## Megjelenése
Testhossza 13 centiméter.

## Természetvédelmi helyzete
Az elterjedési területe kicsi, egyedszáma még nagy, de csökken. A Természetvédelmi Világszövetség Vörös listáján mérsékelten fenyegetett fajként szerepel.